# إستروجين معدني
الاستروجين المعدني أو المُودِق المعدني هو فئة من الزينوإستروجينات غير العضوية التي يمكن أن تؤثر على التعبير الجيني للخلايا البشرية التي تستجيب للإستروجين. ترتبط التأثيرات بالوظيفة الفسيولوجية للإستروجين لأن الإستروجين المعدني أظهر تقاربًا لمستقبلات الإستروجين. لأنها يمكن أن تحاكي هرمون الاستروجين وبالتالي تنشط المستقبلات، فإنها تعتبر ضارة وربما مرتبطة بسرطان الثدي. تشمل قائمة الاستروجين المعدني الألمنيوم، الأنتيمون، الزرنيخ، الباريوم، الكادميوم، الكروم (الكروم (II))، الكوبالت، النحاس، الرصاص، الزئبق، النيكل، السيلانيت، القصدير والفانادات.